# 福崎町立福崎東中学校
福崎町立福崎東中学校（ふくさきちょうりつ ふくさきひがしちゅうがっこう）は、兵庫県神崎郡福崎町南田原にある公立中学校。

## 沿革
戦後の学制改革において、田原村・八千種村の2か村は財政難に見舞われながらもそれぞれ単独で新制中学校を設立する。町村合併により福崎町が誕生した際にもこれらの中学校は存置されたが、適正規模の観点から最終的に統合された。前身校として、青年学校令に基づき、田原国民学校・八千種国民学校に併設されていた田原青年学校・八千種青年学校が認められる。以下、公式HP「学校の歴史」節および『福崎町史』の記載による。
- 1947年（昭和22年）4月 - 田原村立田原中学校、八千種村立八千種中学校がそれぞれ創立。田原中は旧青年学校校舎および田原小学校校舎を使用、八千種中は八千種小学校に間借り。
- 1948年（昭和23年）10月 - 八千種中が独立校舎落成式挙行。
- 1950年（昭和25年）12月16日 - 田原中が二階建ての普通教室11室完成。
- 1956年（昭和31年）5月3日 - 町村合併により、福崎町立田原中学校、福崎町立八千種中学校とそれぞれ改称。
- 1980年（昭和55年）4月1日 - 田原中と八千種中が統合、福崎町立福崎東中学校設立[注 2]。
- 2025年（令和7年）4月1日 - 福崎西中と統一デザインの制服に改定[3]。

## 部活動
- 野球部
- 陸上競技部
- ソフトテニス部
- バスケットボール部
- バレーボール部
- 卓球部
- ソフトボール部
- 合唱部

## 通学区域
以下の2小学校区。福崎町東部。
- 福崎町立田原小学校
- 福崎町立八千種小学校

## 通学区域が隣接している学校
- 福崎町立福崎西中学校
- 市川町立市川中学校
- 加西市立北条中学校
- 加西市立善防中学校
- 姫路市立神南中学校
- 姫路市立香寺中学校